# Rotterdam Bluegrass Festival

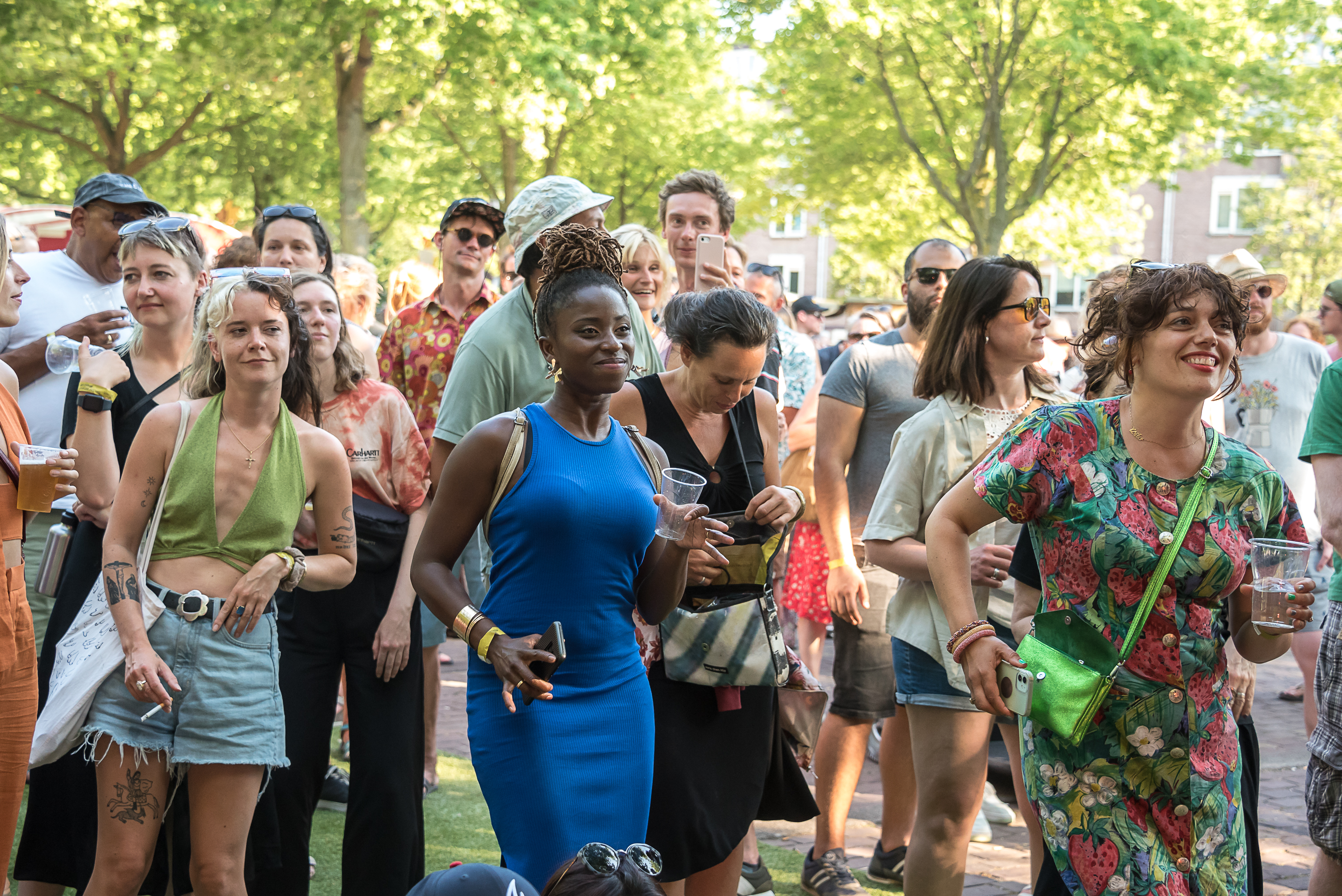

Het Rotterdam Bluegrass Festival (RBF) is een driedaags bluegrass en americana festival in de wijk het Oude Noorden op het Noordplein in Rotterdam. Het RBF heeft drie podia. Het festival vindt jaarlijks plaats tijdens het laatste weekend van juni en trekt in een weekend rond de 16.000 bezoekers uit binnen- en buitenland.

## Geschiedenis
Het Rotterdam Bluegrass Festival is opgericht in 2009 door Pijnackerplein bewoner, cartoonist en culturele duizendpoot Guido de Groot (Rotterdam, 1975) met als doel meer positieve, sociale en verbindende activiteiten te ontplooien in de wijk Het Oude Noorden, een volksbuurt in Rotterdam, én om bluegrass muziek te promoten.
Destijds was er in de wijk veel criminaliteit en veel bewoners voelden zich onveilig. Met name op het Pijnackerplein was er veel drugsoverlast en vandalisme. De gemeente voerde op het Pijnackerplein een zerotolerancebeleid en plaatste een surveillancecamera. Het beleid hield in dat iedereen die op het Pijnackerplein alcohol dronk of andere drugs gebruikte binnen 10 minuten door de politie werd bekeurd en/of werd gearresteerd.
Toen Guido de Groot in 2009 met het initiatief kwam om een gratis muziekfestival te organiseren op een plein met een zerotolerancebeleid werd dit door de politie in eerste instantie met argusogen bekeken. Maar door goed samen te werken en duidelijke afspraken te maken met de diensten (politie, brandweer, gemeente) kon in 2009 de eerste editie plaatsvinden. Dat heette toen nog “het Pijnackerplein Bluegrass en Country festival“ en trok rond de 250 bezoekers en duurde één dag. Het festivalterrein bestond toen uit alleen de muziekkoepel en het terrein daar direct om heen en moest met zwart bouwzeil en hoge hekken aan het zicht onttrokken worden. Het eerste festival werd in samenwerking met de Bewonersvereniging Pijnackerplein georganiseerd, veel buurtbewoners zetten zich in als vrijwilliger. De bar werd verzorgd door Café de Bel.

### Organisatie
De 2e editie van het Rotterdam Bluegrass Festival vond pas plaats in 2012. Dit kwam vanwege het feit dat Guido de Groot eerst een stichting oprichtte om het festival zo beter te kunnen organiseren. Sinds 2012 wordt het Rotterdam Bluegrass Festival georganiseerd door Stichting Kito Events onder leiding van Guido de Groot. Hij is de enige vaste kracht. Naargelang het festival nadert, werken er meerdere parttime freelancers en vrijwilligers mee aan het organiseren van het festival.
De tweede editie van het Rotterdam Bluegrass Festival vond dus pas plaats in 2012 en trok 750 bezoekers. Het festivalterrein werd uitgebreid met het hele plein en de hoge hekken vervangen met lage dranghekken. De naam van het festival werd veranderd in Pijnackerplein Bluegrass Festival om de muzikale focus meer op bluegrass te leggen en minder op country. De bar werd niet meer door Café de Bel gerund maar door de organisatie zelf. Sindsdien wordt het RBF elk jaar georganiseerd, in 2013 werd het festival uitgebreid met de vrijdag en in 2016 met een zondag. In 2017 veranderde de organisatie de naam in Rotterdam Bluegrass Festival zodat het festival makkelijker te vinden was voor internationale gasten en bezoekers van buiten Rotterdam. In 2019 kreeg het festival van de gemeente Rotterdam en Rotterdam Festivals de B-status waardoor het zijn bezoekersaantallen kon uitbreiden. In 2019 is het festival uitgebreid met een kleinere locatie om te jammen, namelijk op het schoolplein van Basisschool Quadratum. Het RBF heeft in de afgelopen jaren de bezoekersaantallen elk jaar zien toenemen, de editie van 2019 trok 16000 bezoekers in 3 dagen. Daarmee is het RBF het grootste driedaagse Bluegrass festival van Europa. Sinds 2012 wordt het festival jaarlijks georganiseerd met uitzondering van 2020 toen het festival vanwege het COVID-19 virus moest worden afgelast.

### Echt Rotterdams erfgoed
In 2019 werd het festival uitgeroepen door Museum Rotterdam als echt Rotterdams erfgoed (nummer 74). Museum Rotterdam bepaalt of iets echt Rotterdams erfgoed is aan de hand van de volgende criteria:
- Het is actueel.
- Het is actief bezig voor anderen en/of de stad.
- Het staat open voor verbinding.
- Het voegt iets toe aan de stad.
- Het staat in verband tot een historische ontwikkeling of object.

## Programmering
Het RBF kiest voor een brede programmering die bestaat uit internationale bluegrass artiesten en aanverwante stijlen. Het festival zoekt zelf ook muzikale grenzen op en gaat het experiment op eigen initiatief aan in de vorm van cross-overs door bijvoorbeeld in 2012 een Kaapverdiaanse zangeres en een lokale bluegrass band met elkaar te laten spelen en in 2018 de Rotterdamse hiphop formatie De Likt te koppelen aan de Amsterdamse bluegrass punkband De Leadbeaters.

## Inclusiviteit
Het Rotterdam Bluegrass Festival is inclusief, iedereen is welkom en programmeert voor een brede doelgroep. De programmering probeert zoveel mogelijk bevolkingsgroepen aan te spreken en is zodoende een afspiegeling van de wijk. Het Oude Noorden is een zeer diverse wijk met een groot aantal nationaliteiten die met elkaar samenleven.

## Randprogrammering
De randprogrammering van het Rotterdam Bluegrass Festival bestaat uit onder andere een markt en in de eerste jaren uit een comics corner een plek waar striptekenaars en kunstenaars live tekenden, exposities te zien waren van verschillende striptekenaars en waar originele kinderworkshops plaats vonden. De laatste jaren is door ruimtegebrek het aandeel van de striptekenaars naar de achtergrond verdwenen en heeft het festival zijn eigen theaterprogrammering ontwikkeld.

## Scholenproject
Toen het Rotterdam Bluegrass Festival in 2009 begon op het Pijnackerplein stuitte dit op veel weerstand van de lokale jeugd die het plein gebruikten om op te voetballen. Om deze kinderen bij het festival te betrekken, is Guido de Groot gestart met het actief informeren en laten participeren van de omliggende basisscholen. Dit door eerst persoonlijk langs alle klassen te gaan en de kinderen persoonlijk uit te nodigen voor het festival. In de jaren daarna nodigde het festival bands uit om in de klassen muziek te komen spelen en uit te leggen wat bluegrassmuziek eigenlijk was. Met groot succes, aangezien de meeste van de kinderen weinig in contact kwamen en komen met live muziek. In plaats van de kinderen informeren wilde Guido de Groot de kinderen ook een deel laten worden van het festival door naast de workshops ook muzieklessen aan te bieden. Deze worden sinds 2017 gegeven door muziekdocent Gijsbert Ditteweg. In 2017 startte Basisschool Het Plein (nu BS Quadratum) als eerste met langdurige muzieklessen om zo hun eigen band te vormen. Dit werden de Red Rockers en in 2018 werd het scholen Project uitgebreid met Basisschool Prinses Juliana en in 2019 met de Hildegardis Basisschool. Sindsdien krijgen deze twee basisscholen langdurige muziekles op de ukelele en vormen zij hun eigen band en openen zij traditiegetrouw op vrijdag het Rotterdam Bluegrass Festival.

## Lokaal
Het Rotterdam Bluegrass Festival probeert indien mogelijk zoveel mogelijk medewerkers, vrijwilligers, leveranciers en artiesten uit het Oude Noorden in te huren of mee te laten werken aan het festival om zo te investeren in de wijk en de bewoners te betrekken bij het festival.

## Line-up per jaar
2009The Blue Grass Boogiemen (NL), The Hillbilly Stringpickers (NL), The Ranch House Favorites (NL), The Uke box (NL), The Renegades (NL), Rikke Korswagen en Elma Plaisier (NL)
2012Lucky Tubb and the Modern day Troubadours (VS), The Blue Grass Boogiemen (NL), Tio Gringo (NL), The Fournicators(NL), Morgan O’Kane (VS), The Jolenes (VK), Half way Station (NL), Jesus Evil Highway (NL)
2013J.D. Wilkes & The Dirt Daubers (VS), Bob Wayne and the Outlaw Carnies (VS), Blue Grass Boogiemen (NL), Stringcaster (NL), The Campfire Collaboration (NL), Little Kim & The Alley Apple 3 (BE), The Small Time Crooks (NL), Amigos D’Noord (NL), Palo O’ Mine (DE)
2014Les Primitifs Du Futur (FR), Dead Bronco (SP/VS), Pete Allen Family Band (VK), King Salami & The Cumberland 3 (VK), Maison Du Malheur (NL), The Ouse Valley Collective (VK), Delouise (NL), Jesus Evil Highway (NL), Blue Grass Boogiemen(NL), Small Time Crooks (NL), The Cannonball Johnsons (NL), The Skiffle Billy Cocktail (NL), No Blues (NL), The High and The Lonesome (NL), Grits'n Gravy (DE), Brock's Bluegrass Bunch (NL), Corn Potato String Band (VS).
2015Carrie Nation And the Speakeasy (VS), Henhouse Prowlers (VS), The Rockridge Brothers (SWE), Nadine Landry + Sammy Lind (VS), Frank Fairfield (VS), The Pignosed Willy’s (NL), Christopher Paul Stelling (VS), The Revenuers (NL), Lost Cabin (NL), Batmobile (NL), The Buttshakers (FR), Rob Heron and the Tea pad Orchestra (UK), the Cannonball Stringband. (NL), Sarah Savoy Cajun Trio (FR), The Muddy Hill Boys (FR), Friendly Beasts (SWE), The Mourning Glories (NL)
2016The Devil Makes Three (US), Hackensaw Boys (US), The Deslondes(US), The Reverend Peyton's Big Damn Band (US), Blue Grass Boogiemen & Tim Knol (NL), J.P. Harris & the Tough Choices (US), Henhouse Prowlers (US), Maison Du Malheur (NL), The Kentucky Cow tippers (UK), Sons of Navarone (BE), Ben Somers string band (UK), Louvat Brothers (BE), Quel Temps Fait-il a Paris (FR), Whiskeydick (US), King Biscuit (FR), Reverse Cowgirls (NL), Keith Dunn (Nl/US), Georgia Shackleton trio (UK), Skiffle Billy cocktail (NL), Hellbilly Hookerpunch (NL), Pine Needle miners (US), Ukulele Zaza (BE)
2017Sierra Hull (US), Pert Near Sandstone (US), Bob Wayne (US), Legendary Shack Shakers (US), Tangerine (NL), JD Wilkes (US), Barcelona Bluegrass Band (ES), I draw slow (IE), Scott h. Biram (US), King Biscuit and Matthias Lehmann (FR), Bluegrass Boogiemen (NL), Flats & Sharps (UK), The Pine Hill Haints (US), Allen Family Band (UK), Christopher Vekeman (BE), Stompin Dave (UK), Carrie Nation and the Speakeasy (US), Los Hermanos Cubero (ES), 4 wheel Drive (NL), Pine Street Ramblers (US), Tennessee studs (NL), Leadbeaters (NL), Red herring (NL), Mourning Glories (NL), Bertus en de Tjetsetters (NL), Picking Ivy (NL)
2018Tony Trischka & Mike Marshall (US), C.W. Stoneking (AU), Joseph Huber (US), The Local Honeys (US), CC Smugglers (UK), The Urban Voodoo Machine (UK), Lead Beaters & De Likt (NL), The Eskies (IE), The Hooten Hallers (US), Small Time Crooks (NL), The Goon Mat & Lord Bernardo (BE), Blue Grass Boogiemen (NL), Bob Fosko, Pierre van Duijl, Ella Wonder & Blue Grass Boogiemen (NL), Hot Rock Pilgrims (UK), Ruben & Matt and the Truffle Valley Boys (IT), Son of Dave (UK), 44 Shakedown (NL), Blue Mountain Boys (SE), The Free Born Brothers (PL), Steam Power (NL), Herman Brock JR (NL), Jesus evil highway (NL), Old Ditch Riverhoppers (NL)
2019The Po' Ramblin' Boys (US), Hackensaw Boys (US), Jerron 'Blind Boy' Paxton (US), Chance McCoy (US), Scott H. Biram (US), Tim Knol & Blue Grass Boogiemen (NL), The Often Herd (UK), The Dead Brothers (CH), Carrie Nation & The Speakeasy (US), The Legendary kid Combo (IT), The Pine Box Boys (US), Jaywalkers (UK), Idumea quartet (INT), Broke & Dusty (US), Ever-lovin' Jug Band (CAN), Old Time Hayride (GER/NL), The Pedro Delgados (NL), Slackbird (FIN), Stereo naked (GER), Folding Mirrors Old Time Band (NL), Cousin Hatfield & Joost van Es (NL), Annick Odom (BE/US), Fristap (BE/NL), Cat & The Corn Dogs (NL)
2022Batmobile (NL), Blue Grass Boogiemen (NL), Bob Wayne (US), Ferd Band (US), FlamenGrass (ESP), Gangstagrass (US), Henhouse Prowlers (US), Hills of Belgium (BE), Jesco (NL), Jesus Evil Highway (NL), Jo Carley and The Old Dry Skulls (UK), Johnny & the Yooahoos (DE), Khorshid Dadbeh & Maurice van Hoek (IR/NL), Leadbeaters (NL), Legendary Shack Shakers (US), Lonesome Ace Stringband (CAN), The Long Gone Daddys (NL), Mary Lee Family band (DE/BRA), Morgan O'Kane (US), Ntjam Rosie (NL), The Old Ditch Riverhoppers (NL), Old Salt (BE), The Often Herd (UK), Paris Texas (BE), Red Herring (NL), Sister Cookie (UK), Stillhouse Junkies (US), Sweet Joe Pye (NL), T-99 (NL), The Switchbacks (NL), Tennessee Studs (NL), Thee Scarecrows AKA (UK), Them Dirty Dimes (NL), Truffle Valley Boys (IT), Yellofox (NL), Yonderboys (DE)
2023Aaron Jonah Lewis (US), Abe Partridge (US), Austin & Courtney DerryBerry (US), Baptiste W. Hamon (FR), Bashed Potatoes (DE), Cordovas (US), Bertolf (NL), The Bluegrass Bandits (NL), Blue Grass Boogiemen (NL), The Complete Recordings of Hezekiah Procter (CA), Della Mae (US), Douwe Bob & Blue Grass Boogiemen (NL), Fog Holler (US), Hassan Wargui & Aaron Jonah Lewis (MA/US), Herman Brock Jr. (NL), Hola Ghost & The Haunted Horns (DK), Li’l Andy (CA), Leadbeaters (NL), Long Way Home Duo (NL), Madalitso Band (MW), Michael Daves & Jacob Jolliff (US), Moonshine Wagon (ES), Nice Like That (UK), The Reverend Peyton's Big Damn Band (US), The Ragtime Rumours (NL), Rosine Bluegrass Family (NL), Scott H. Biram (US), The Shiny Moonlit Boys (NL), Sepand & Khorshid (IR), Strengeplukk (NO), Teilhard Frost (CA), Theo Lawrence (FR), The Truffle Valley Boys (IT) en The Wanton String Band (UK).
2024A Murder In Mississippi (BE); Angry Zeta & The Hillbullys (ARG); Annie Bartholomew (VS); Bertolf & Friends met Douwe Bob, Tangarine, Rob Dekay, Stephanie Struijk en Maurice van Hoek (NL); Blue Grass Boogiemen ft. Pieternel (NL); Carrie Nation and the Speakeasy (VS); Damn Tall Buildings (VS); Delaney Davidson (NZ); The Dirty Grass Players (VS); Dom Flemons (VS); Golden Shoals (VS); Henhouse Prowlers (VS); Hezekiah Procter (CA); Kader Tarhanine (DZ); Katja Kruit (NL); The Kody Norris Show (VS); La Perra Blanco (ES); Leadbeaters (NL); Mary Lee Family Band (BR); Nat Myers (VS); New Valley String Band (SE); Riley Baugus (VS); Sem Jansen & Leif de Leeuw (NL); Seth Mulder & Midnight Run (VS); The Slocan Ramblers (CA); Them Peckin’ Boys (NL); Tray Wellington (VS)
2025
The Devil Makes Three (US), Reverend Peyton’s Big Damn Band (US), Chicken Wire Empire (US)